# Tower defense
Tower defense er en undergenre inden for computerspil, udsprunget fra real-time strategy-spillene. Mange tower defense-spil er enkeltstående baner eller MODs til eksisterende spil, men der eksisterer også spil baseret udelukkende på konceptet.
Brugerens opgave består i gradvist at indtjene ressourcer til at opbygge statiske, offensive enheder (eksempelvis tårne). Tårnene bruges til at destruere en serie af fjendtlige objekter, der runde for runde bliver sværere at ødelægge. Når objekterne et beacon inden de er destrueret får spilleren minuspoint, men hver ødelagt enhed indtjenes nye ressourcer.
Der er produceret tower defense-spil til blandt andet Flash-platformen, men også RTS-computerspil som WarCraft 3.
| computerspil | Spire Denne computerspilsrelaterede artikel er en spire som bør udbygges. Du er velkommen til at hjælpe Wikipedia ved at udvide den. |